# Petroselinum
Petroselinum ist eine Pflanzengattung innerhalb der Familie der Doldenblütler (Apiaceae). Die lediglich zwei Arten sind in Europa verbreitet. Eine Art, die Petersilie, ist eine Heil- und Gewürzpflanze und wird als bekanntes Küchenkraut hauptsächlich in den gemäßigten Gebieten weltweit kultiviert und eingebürgert.

## Beschreibung

Illustration der Petersilie (Petroselinum crispum) mit Details der Laubblätter, des Blütenstandes, der Blüten und der Doppelachäne.

### Vegetative Merkmale
Die Petroselinum-Arten wachsen selten als einjährige oder meist als zweijährige, krautige Pflanzen mit maximalen Wuchshöhen von 75 bis 100 Zentimetern. Die Wurzeln sind schmal-konisch. Alle Pflanzenteile sind kahl. Die kräftigen, stielrunden Stängel sind aufrecht und verzweigen sich im oberen Bereich aufsteigend oder spreizend.
Die wechselständigen an den Stängeln angeordneten Laubblätter sind in Blattstiel und -spreite gegliedert. Die im Umriss dreieckigen Blattspreiten sind ein- bis dreifach gefiedert. Der oberste Blattabschnitt ist eiförmig bis linealisch mit gezähntem oder gelapptem Rand.

### Generative Merkmale

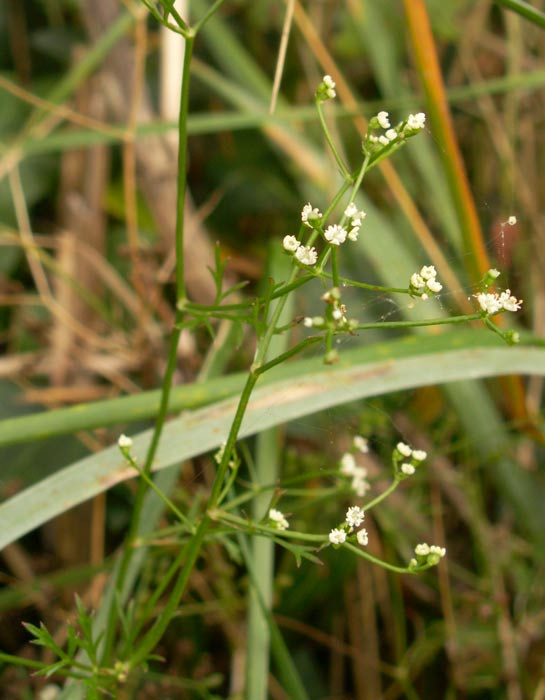
Blütenstand von Petroselinum segetum

Die Blüten stehen in einem end- oder seitenständigen, lose zusammengesetzten, mehrstrahligen, doppeldoldigen Blütenstand zusammen. Es können wenige Hüllblätter vorhanden sein. Es sind einige Hüllblättchen vorhanden.
Die zwittrigen Blüten sind radiärsymmetrisch und fünfzählig mit doppelter Blütenhülle. Es sind fünf winzige oder keine Kelchblätter vorhanden. Die fünf weißen oder gelblichen, gelben oder gelblich-grünen Kronblätter sind verkehrt-eiförmig mit ausgerandetem, schmalem, nach innen gebogenem oberen Ende. Das Stylopodium ist niedrig konisch. Der kurze Griffel ist ausgebreitet.
Die mehr oder weniger breit-eiförmigen oder eiförmig-länglichen, seitlich leicht abgeflachten, zweiteiligen Spaltfrüchte, auch Doppelachänen genannt, sind 2 bis 4 Millimeter groß und besitzen fünf deutliche, erhabene, dünne Hauptrippen und einzeln angeordnete Ölgänge.

## Systematik und Verbreitung
Die Erstveröffentlichung des Gattungsnamens Petroselinum (von griechisch petrosélinon: Felseppich, Felsensilge, Steineppich, Petersilie) erfolgte 1756 durch John Hill in The British Herbal, S. 424. Typusart ist Petroselinum crispum (Mill.) Fuss.
Die Gattung Petroselinum Hill enthält etwa zwei Arten, die ursprünglich im südlichen und westlichen Europa beheimatet sind:
- Petersilie (Petroselinum crispum (Mill.) Fuss): Die Laubblätter sind dreifach gefiedert und die Blüten gelblich. Sie ist wildwachsend im südlichen Europa und auf den Kanaren, auch weitverbreitet kultiviert und eingebürgert.
- Petroselinum segetum (L.) W.D.J.Koch: Die Laubblätter sind einfach gefiedert und die Blüten weiß. Sie ist im westlichen und südlichen Europa verbreitet. Euro+Med stellt diese Art als Sison segetum L. in die Gattung Sison.[6]